# 手話ドラマ
手話ドラマ（しゅわどらま）は、TVや映画のドラマ作品の中に手話を用いる登場人物、とりわけ主役クラスの人物が登場し、それが物語の進行の上で大きな役割を果たしている作品のことを言う。
1995年から日本テレビ系で始まった「星の金貨」に、酒井法子演じる主人公が、聾唖者で手話だけがコミュニケーションの手段ということで、さまざまな運命に翻弄され、こうした障害をもつ人たちへの社会的な関心が集まった。
当初は、メロドラマの設定の一つのような扱いであったが、徐々に彼らの生活に真摯な関心と共感が寄せられるようになり、実際に聾唖者でもある俳優が、当事者としてそうした役を演じるというケースも出てきた。

## 主要な作品

### テレビ
- 名もなく貧しく美しく　TBS系（1976年）、日本テレビ系（1980年）
- 星の金貨　日本テレビ系、1995年
- 愛していると言ってくれ　TBS系、1995年
- 続・星の金貨　日本テレビ系、1996年
- 君の手がささやいている（第1章-第4章、最終章） テレビ朝日系、1997年-2001年
- 新・星の金貨　日本テレビ系、2001年
- オレンジデイズ　TBS系、2004年
- ラブレター　TBS系、2008年-2009年
- 心の糸　NHK総合、2010年11月27日
- 福岡恋愛白書13「キミの世界の向こう側」　KBC、2018年3月23日
- silent　フジテレビ系、2022年
- しずかちゃんとパパ　NHK BSプレミアム 、2022年
- 星降る夜に 　テレビ朝日系、2023年
- デフ・ヴォイス 法廷の手話通訳士　NHK総合、2023年

### 映画
「ろう映画」という呼称もある
- 名もなく貧しく美しく　1961年　日本
- 刑事物語 (第1作)　1982年　日本
- アイ・ラヴ・ユー　1995年　日本 - 主演の忍足亜希子が国内最初の聾唖の女優。自伝『女優志願』ひくまの出版　1999年がある。
- どんぐりの家　1997年　日本 - アニメ作品。原作は山本おさむ。
- 風の歌が聴きたい　1998年　日本
- ビヨンド・サイレンス　1998年　フランス - 1998年アメリカ・アカデミー賞外国語映画賞ノミネート、1997年の第10回東京国際映画祭、インターナショナルコンペティションで東京グランプリ受賞。主演のエマニュエル・ラボリは聾唖者で、『かもめの叫び』（1995年　青山出版社、2000年　角川文庫）という自叙伝がある。